# برنت هایدن
برنت هایدن (به انگلیسی: Brent Hayden) (زادهٔ ۲۱ اکتبر ۱۹۸۳) شناگر اهل کانادا است.